# Bubsy in: The Purrfect Collection
Bubsy in: The Purrfect Collection est une compilation de 8 jeux de la série Bubsy qui sortira le 9 septembre 2025 sur PlayStation 5, Xbox Series, Nintendo Switch et PC.

## Développement
Le 21 avril 2023, Atari acquiert les droits de plus de 100 jeux des années 80, 90 dont Bubsy, HardBall et Demolition Racer.
Le 9 octobre 2023, le directeur d'Atari, Wade Rosen, a lancé une alerte dans une interview de MinnMax pour que des développeurs indépendants puissent proposer un pitch pour un nouveau jeu Bubsy. Encore aujourd'hui, on ne sait pas s'il y a un lien avec cette compilation.
Le jeu a été présenté pour la première fois à la fin de la conférence LRG3 2024 le 20 juin 2024 avec un teaser très ressemblant au premier teaser de Gex Trilogy (une autre compilation).
Le 6 mai 2025, il est confirmé que la compilation sera dotée de 8 jeux dont : Bubsy in: Claws Encounters of the Furred Kind (Super Nintendo, Mega Drive, Super Famicom), Bubsy II (Game Boy, Mega Drive, Super Nintendo), Bubsy in: Fractured Furry Tales (Jaguar) et Bubsy 3D: Furbitten Planet (PlayStation).
La sortie du jeu est prévue pour 9 Septembre 2025.